# 西蒙 (貓)
西蒙（英語：Simon，約1947年 – 1949年11月28日）是英國皇家海軍紫石英號的艦貓。1949年當紫石英號事件發生時，牠被砲擊受傷提振了士氣，並且殺死老鼠而獲得了迪金勳章。:245
1949年11月1日，紫石英號返航普利茅斯，西蒙受到大眾的歡迎。但三週之後，牠因病毒感染而病逝於隔離所。

## 逝世
在隔離期間，西蒙感染了一種病毒，儘管受到醫務人員和數千名好心人的關注，但他於1949年11月28日死於戰傷引起的病毒感染併發症。數百人，包括 HMS Amethyst的全體船員，在倫敦東部的PDSA 伊爾福德動物公墓參加了他的葬禮。他的墓碑上寫著：

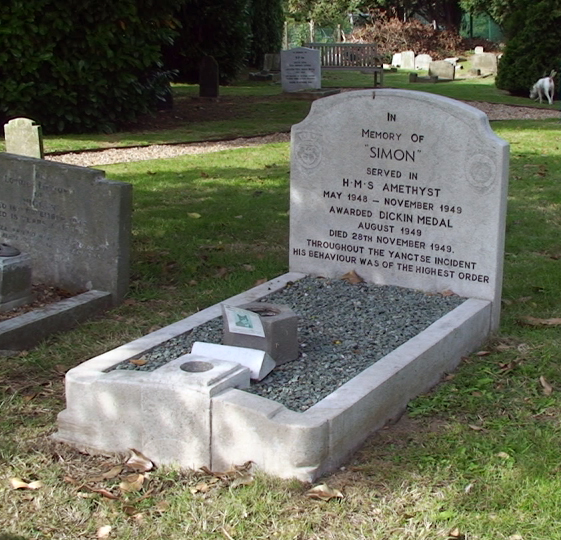
西蒙在伊尔福德的PDSA动物墓地的安息之所

為

紀念

1948年5月 – 1949年11月

於紫石英號上服役的

西蒙

1949年8月

獲頒狄金勳章

1949年11月

去世

在長江事件期間

他的行為 是最高級別的